# NGC 3263
NGC 3263 este o interacțiune de galaxii situată în constelația Velele. A fost descoperită în 3 februarie 1835 de către John Herschel. Se află la o distanță de 40,83 de megaparseci de Pământ.